# Nyabisagi
Nyabisagi är ett vattendrag i Burundi.   Det ligger i provinsen Gitega, i den centrala delen av landet, 70 km sydost om huvudstaden Bujumbura.
Omgivningarna runt Nyabisagi är en mosaik av jordbruksmark och naturlig växtlighet. Runt Nyabisagi är det tätbefolkat, med 286 invånare per kvadratkilometer.